# 裴奰
裴奰（?—?），唐朝軍事人物。
最早以門蔭擔任京兆司錄參軍。山南東道節度使來瑱鎮守陝州時，引為判官，移防至襄州，又用他擔任行軍司馬，待之甚厚。來瑱因功自傲，唐肅宗對他不滿，裴奰趁機說他有不臣之心。來瑱被賜死後，裴奰任山南東道節度使。後因戰爭失利被流放费州，至蓝田時，赐死。